# Ananké (lune)
Pour les articles homonymes, voir Ananké.
Ananké est un satellite naturel de Jupiter.

## Caractéristiques physiques
Ananké est un petit satellite irrégulier. En supposant qu'il possède un albédo de 0,04, similaire à d'autres satellites de Jupiter,, sa magnitude visuelle de 18,7 conduit à un diamètre moyen de 28 km.
Par calcul, la masse de Ananké est estimée à environ 3,0 × 1016 kg.
Le spectre infrarouge d'Ananké est similaire à celui des astéroïdes de type P, avec une possible présence d'eau. Dans le spectre visible, le satellite est légèrement rouge (indices de couleur B-V=0,90, R-V=0,38).

## Orbite
Ananké orbite Jupiter sur une orbite rétrograde, très inclinée et fortement excentrique. Il donne son nom au groupe d'Ananké, un groupe de satellites irréguliers et rétrogrades qui orbitent autour de Jupiter sur des demi-grands axes compris entre 19 300 000 et 22 700 000 km, des inclinaison d'environ 150° par rapport à l'équateur de Jupiter,, et dont il est le plus grand membre.

Diagramme illustrant l'orbite des satellites irréguliers rétrogrades de Jupiter. Le groupe d'Ananké est visible sur le centre-haut.
Diagramme illustrant l'inclinaison des membres du groupe d'Ananké en fonction du demi-grand axe.

## Historique

### Découverte
Ananké fut découvert par Seth Barnes Nicholson à l'observatoire du Mont Wilson le 28 septembre 1951.

### Dénomination
Ananké porte le nom d'Ananké, personnage de la mythologie grecque ; Ananké était la déesse du destin et de la nécessité (du grec ancien ἀνάγχη, anánkê, la nécessité), maîtresse de Zeus et mère d'Adrastée (parfois donnée comme la fille de Zeus et Adrastée).
Ananké ne reçut pas de nom officiel avant 1975, en même temps que huit autres satellites de Jupiter (le premier lot de satellites à avoir été officiellement nommé par l'Union astronomique internationale). Avant cela, Ananké était simplement désigné par Jupiter XII. Il ne portait pas non plus de désignation provisoire, le système actuel n'ayant été mis en place qu'après sa désignation officielle.